# Eulàlia Grau
Eulàlia Grau   (Terrassa, 18 de juny de 1946) o Eulàlia, tal com signa les seves obres, és una artista catalana. És una de les artistes més significatives pel que fa a un dels episodis de canvi més importants de la societat catalana, el que va de la dictadura de Franco a la primera transició. El seu treball és fruit d'un profund compromís ètic que posa en evidència la manipulació de la imatge i la discriminació de la dona; també denuncia la corrupció, l'abús de poder i la manipulació social, temàtiques que recuperen gran actualitat en aquests moments. Grau utilitza tècniques com el collage i el fotomuntatge per construir un vocabulari iconogràfic impactant. Eulàlia Grau ha estat considerada una autora a mig camí entre el paper de l'artista d'avantguarda i l'activista.
| «         | "L'home en la seva vida quotidiana (el futbol, el bar...), i la dona en la seva (els llocs subalterns de la societat, els fills...). La sèrie d'imatges carceràries fa patent que aquesta discriminació de la dona s'accentua, si és possible, a la presó, on els fills comparteixen el càstig imposat a la mare. Si bé, en definitiva, la soledat, tant dels homes com de les dones, és la mateixa a la presó que a fora | » |
| — Eulàlia | |   |

## Biografia
Neix a Terrassa l'any 1946. Va començar a estudiar belles arts a Barcelona, però ho va deixar per estudiar cinema a la Sala Aixelà, on va tenir de professors a Pere Portabella i Alexandre Cirici, va conèixer Jacint Esteva i va coincidir amb Josep Gusí i Antoni Padrós. Més endavant va estudiar disseny a l'escola Eina amb Cirici, Albert Ràfols-Casamada i Josep Maria Carandell. A Milà va col·laborar en l'estudi de disseny per Olivetti. Precisament en un moment en què els artistes investigaven nous mitjans, Eulàlia es va decidir pel treball artístic amb iconografies de contingut crític molt polític. Comença els seus treballs a partir del collage, utilitzant fotografies extretes de la premsa escrita i adoptant una actitud crítica envers la informació transmesa a través dels mitjans de comunicació. Les seves obres tenen una significativa càrrega política i contingut social.
La crítica situa a Eulàlia dins del grup de l'art conceptual català dels anys setanta, en el qual és interessant constatar la important presència d'artistes dones, tot i que ella no considera que pertanyi a l'art conceptual. Aquestes dones artistes, afirmant la seva pròpia identitat, sovint posen en qüestió els estereotips femenins. És el cas d'Esther Ferrer, Fina Miralles, Eugènia Balcells, Sílvia Gubern, Àngels Ribé i Olga Pijoan, entre d'altres. L'art d'Eulàlia Grau, tot i representar d'un cert protofeminisme, va més enllà i arriba a la crítica política i a l'activisme.
L'any 1975 presenta la sèrie eminentment política Inventemos también nosotros a la Galeria G. Eulàlia Grau és l'artista més crítica davant la situació de la condició femenina. En la sèrie Discriminació de la dona (1977), contrasta les imatges per posar de manifest l'explotació de la dona no només en el mitjà artístic, sinó també dins de l'àmbit professional en general.
De mitjans a finals dels anys vuitanta viu i treballa a Berlín, on també s'especialitza en estudis xinesos i cultura oriental. A partir de 1991 viu durant uns anys a Pequín. Quan torna a Catalunya a finals dels noranta, reprèn l'activitat artística progressivament.

## Obra
Va iniciar el seu treball a començaments dels setanta. Des del 1973 realitza una sèrie de teles emulsionades, serigrafies, llibres, cartells, intervencions a revistes, pel·lícules i muntatges fotogràfics en els quals desenvolupa un discurs molt crític. Hi aborda temes com la desigualtat social que es fa evident en les diferents tipologies d'habitatges i hàbits domèstics, o en la manera com s'aplica la justícia. Des d'una perspectiva feminista molt reivindicativa, analitza la discriminació de la dona en la societat del moment. I també la cultura de la mort, i les formes coactives de manteniment de l'ordre a través de la policia, l'exèrcit o les presons.
A partir d'imatges extretes dels mitjans de comunicació, que documenten la societat del moment, analitza la presència recurrent de la violència, la massificació o la tècnica en la vida quotidiana. La seva obra reflexiona sobre el sistema econòmic i social capitalista, sobre com es perpetua a través dels sistemes de control i de manteniment de l'ordre públic que exerceixen l'escola, la família, la premsa o la televisió. Constitueix una reflexió de caràcter ètic sobre certs elements perniciosos característics de la nostra societat, com les estructures de consolidació del poder, del triomf i del fracàs, la producció desenfrenada i el consum, les lluites socials, la guerra, o quins són els mitjans repressius i impositius.
| «              | quan vaig començar estàvem dominats per Franco, ara ho estem pels polítics i els banquers, que des del seu castell ens estan extorsionant a tots. Vivim una època semblant a la feudal. És terrible | » |
| — Eulàlia Grau | |   |

### Obres destacades
Un tret comú del seu treball és l'obstinació per desemmascarar l'obscenitat de les diferències que entelen el nostre entorn, la violència estructural que impregna la quotidianitat i, també, el macrosistema en què ens trobem immersos. Denuncia la instrumentalització de les nostres vides i de la política, marcades pels interessos del capital i del mercat. Així es pot veure en les seves principals obres:
- Etnografies (1972-1974): En aquesta sèrie de teles construeix collages, a partir de fotografies de premsa, en què presenta imatges amb associacions crítiques i comentaris àcids sobre el consum, la violència, l'ús del poder i els valors burgesos. La va presentar a la Sala Vinçon de Barcelona l'any 1973 i a la Galería Buades de Madrid l'any següent. Per a aquesta primera exposició va fer un collage en què incloïa la seva fotografia, amb imatges al voltant. És una mena de biografia que narrava els pecats comesos i els seus objectes de consum habituals. Amb els pecats es condemnava davant l'Església catòlica; amb els productes comercials, davant les trampes del sistema.[6]
- La cultura de la mort (1975) és una sèrie de serigrafies on contraposa escenes de caceres, manifestacions, persecucions policials i atracaments a bancs. Totes les imatges al·ludeixen a formes d'exercir el poder, sovint mitjançant la violència. Posa de manifest una societat i una cultura arrelades en la mort i la destrucció.[6]
- Cancionero de los hombres verticales y de los hombres horizontales (1975) és un llibre, fins ara inèdit, on tracta de les formes de representació dels homes triomfadors o verticals, i les dels homes horitzontals, perdedors o fracassats. En destaca atributs simbòlics i això li permet caracteritzar les dues tipologies i la pertinença a classes socials diferents.[6]
- ...Inventemos también nosotros... (1976) és una obra que parla de Diego Navarro, obrer andalús, pare de família nombrosa que estava a l'atur. Després de participar en una manifestació, va ingressar a la presó on es va acabar suïcidant. La peça es completa amb la història de Juan Vilá Reyes, conegut empresari català implicat en el frau de Matesa, pel que va ser empresonat i posteriorment indultat. Contrasta l'escassetat d'informació i imatges del primer cas amb l'abundància de dades del segon. Eulàlia Grau va presentar aquesta obra a la Galeria G de Barcelona i, per a la carpeta commemorativa, va reproduir la imatge de la família de Navarro en el seu entorn modest, al costat d'una fotografia de la família Carter passejant envoltats de guardaespatlles a El règim capitalista crea cada dia situacions com aquesta (1976).[6][7]
- Vivendes...vivendes (1976-1977) és una obra que mostra les desigualtats socials. L'obra és una anàlisi de les cases d'alguns barris de Barcelona que conclou que hi ha dues tipologies d'habitatges: de les classes dominants i les de les dominades. Les cases de barris obrers amb prou feines cobreixen els mínims legals d'habitabilitat. En canvi, les cases burgeses són afirmacions de poder i prestigi.[6]
- Discriminació de la dona (1977): Obra on les imatges mostren amb gran cruesa el sotmetiment i la desigualtat davant de l'home. És una obra paradigmàtica quant a que tracta obertament aquesta qüestió. La societat assigna un rol a la dona en l'entorn familiar i de la llar, i l'aboca a ocupar llocs subalterns.[6]
- El cost de la vida (1977-1979) és un quadrillage o cartografia comparativa dels tres estadis del capitalisme: el protocapitalisme (propi de països com Espanya, Itàlia o França), el postcapitalisme (Alemanya) i el precapitalisme (Tercer Món). Mostra com el control s'exerceix amb més o menys subtilesa, però està present en tots els sistemes i sempre legitimat per la societat.[6]
- Les Setrilleres (1978) és una intervenció fruit d'una col·laboració amb Francesc Abad i Miralda. L'objecte era el Monument als caiguts de Terrassa, conegut amb aquest sobrenom. Un muntatge fotogràfic a gran escala, enquestes i un espai lúdic perquè el públic s'expressés i fes una reflexió sobre la història del país a partir d'icones i símbols utilitzats pel poder.[6][8]
- Orden público (1978) és un llibre i cartell on es mostren les formes emmascarades de control, que es canalitzen a través dels mitjans de comunicació, la família i l'escola, però també aquelles en què les institucions legitimades per exercir-lo (policia, exèrcit, determinats usos de la tecnologia) fan servir la violència explícita i indissimulada.
- Per què? (1979) és també un llibre, però, en aquesta ocasió per a nens. Tres exemplars únics i diferents, en què es combinen diversos colors, on es tracten temes com la guerra, la violència, el diner i el sexe des de la perspectiva infantil.[6]
- A Desarmament-desenvolupament (1979) evidencia, en un cartell, la contradicció entre els acords de pau i el rerefons autèntic de les decisions polítiques. Així doncs, posa de manifest com el president dels Estats Units, Jimmy Carter, incrementava el 1979 el pressupost de Defensa en un 9,4%, tot i el compromís de limitar la producció armamentística.[6]
- Flic-Story. Historia de detectives (1979) és un altre cartell que il·lustra la captura de Jacques Mesrine, un fugitiu perseguit per la policia francesa que va ser ennemi public numéro un.[6]
- Klara (1983-1984) és una instal·lació que explora el significat que la societat atorga a la mort. Mostra fotografies en color de sis cementiris al sud de Berlín, i el recorregut imaginari, en blanc i negre, de Klara, la làpida de la qual ja està preparada per quan se l'hagi d'enterrar al costat del seu marit. Es completa amb la lectura d'un panegíric del clergue Jacques-Bénigne Bossuet (1627-1704) i amb la missa de Tournai, composició polifònica anònima del segle xiv.[6]
- Me gustaría morir en un lugar donde nadie me viera. María (2012-2013) és una projecció on contraposa les fotografies del dia a dia de Maria, sense sostre, amb diversos muntatges satírics de cèlebres casos de corrupció política i financera recents i en el context de la crisi actual.[6]

Eulàlia Grau també fa obra per a revistes. Per exemple, la revista Canigó (1982-1983) va convidar-la dos anys a dissenyar la imatge de la portada, amb motiu del dia de la dona. En els dos casos, va presentar imatges de nens i nenes en què es contraposaven els rols que la societat els assignava segons el gènere. Kommentar (1982) és un treball originalment publicat a la revista alemanya Docks, una reflexió sobre les presons. Mostra com tant presoners com vigilants estan rere reixes.

## Exposicions destacades
El MACBA va produir una exposició monogràfica el 2013. L'exposició es va centrar en els treballs realitzats als anys setanta i principis dels vuitanta. A mitjans d'aquella dècada, Eulàlia va abandonar la seva pràctica artística pública, activitat que ha reprès en els darrers anys.
Exposicions individuals destacades
- 1973, Galeria Vinçon, Barcelona[5][9]
- 1974 Madrid
- 1976 Barcelona
- 1979 Genf
- 1980 Conway Hall Londres
- 1984 Werkstatt Galerie Munich
- 1985 Tokio.
- 2013 Barcelona: Eulàlia Grau. Mai no he pintat àngels daurats (MACBA): l'exposició reuneix gairebé un centenar d'obres de la dècada dels anys setanta i principis dels vuitanta, moltes d'elles inèdites, que obliguen l'espectador a reflexionar sobre quins són els mecanismes en què es fonamenta la nostra societat, d'on procedeixen els valors imperants i com s'articulen els sistemes de repressió. La mostra també inclou una obra inèdita de producció recent, Me gustaría morir en un lugar donde nadie me viera. María (2011-2012) una projecció de fotografies sobre casos actuals de corrupció política i financera, com el cas Gürtel, Nóos, Millet i d'altres. Eulàlia Grau enuncia i denuncia la realitat, tot agafant imatges procedents de la premsa, que recompon i utilitza com a elements d'anàlisi per contraposició. Un mosaic de situacions reals aparentment inconnexes, que coexisteixen en el nostre sistema socioeconòmic i cultural.

Exposicions col·lectives destacades
- 1978 Staatliche Kunsthalle Berlin
- 1979 Fundació Joan Miró, Barcelona
- 1980 Zagreb
- 1980 Palau de Velázquez, Madrid
- 1981 Kunstmuseum Rouen
- 1983 Galerie Ars Viva Berlín[10]

## Premis i reconeixements
- 2013 - Premi Ciutat de Barcelona d'Arts Visuals.[11]
- 1981- Ministeri de Cultura d'Espanya- Award from Plastic Arts & New Expression Forms Promotion Center[10]